# Ангун (Аляска)
Ангун (англ. Angoon, тлингит. Aangoon) — город в зоне переписи населения Хуна-Ангун, штат Аляска, США. Население составляет 459 человек (оценка, 2019 год).

## История
Получил статус города 7 мая 1963 года.

## География
Расположен на западном побережье острова Адмиралти, примерно в 97 км к юго-западу от города Джуно. Площадь города составляет 100,0 км², из них 58,3 км² — суша и 41,3 км² — водные поверхности.

## Население
| Год переписи                    | Нас. |       | %±     |
| ------------------------------- | ---- | ----- | ------ |
| 1880                            | 420  |       | —      |
| 1890                            | 381  |       | −9,3%  |
| 1920                            | 114  |       | −70,1% |
| 1930                            | 319  |       | 179,8% |
| 1940                            | 342  |       | 7,2%   |
| 1950                            | 429  |       | 25,4%  |
| 1960                            | 395  |       | −7,9%  |
| 1970                            | 400  |       | 1,3%   |
| 1980                            | 465  |       | 16,3%  |
| 1990                            | 638  |       | 37,2%  |
| 2000                            | 572  |       | −10,3% |
| 2010                            | 459  |       | −19,8% |
| 2018                            | 459  | [ 3 ] | —      |
| 1880–2018 U.S. Decennial Census |      |       |        |

По данным переписи 2000 года, население города составляло 572 человека. Расовый состав: коренные американцы — 81,99 %; белые — 11,36 %; афроамериканцы — 0,52 %; азиаты — 0,17 %; представители других рас — 1,40 % и представители двух и более рас — 4,55 %. Латиноамериканцы любой расы составляли 5,42 % населения.
Из 184 домашних хозяйств в 42,4 % — воспитывали детей в возрасте до 18 лет, 49,5 % представляли собой совместно проживающие супружеские пары, в 17,4 % семей женщины проживали без мужей, 25,0 % не имели семьи. 22,3 % от общего числа семей на момент переписи жили самостоятельно, при этом 2,7 % составили одинокие пожилые люди в возрасте 65 лет и старше. В среднем домашнее хозяйство ведут 3,11 человек, а средний размер семьи — 3,64 человек.
Доля лиц в возрасте младше 18 лет — 34,8 %; лиц в возрасте от 18 до 24 лет — 8,6 %; от 25 до 44 лет — 28,3 %; от 45 до 64 лет — 21,9 % и лиц старше 65 лет — 6,5 %. Средний возраст населения — 32 года. На каждые 100 женщин приходится 110,3 мужчин; на каждые 100 женщин в возрасте старше 18 лет — 115,6 мужчин.
Средний доход на совместное хозяйство — $29 861; средний доход на семью — $31 429. Средний доход на душу населения — $11 357.

## Экономика
Экономика города основана на рыболовстве и переработке рыбы.